# Reverse proxy

Fig.1 Esquema de servidor reverse proxy, de manera que permet aïllar o amagar el servidor web de la xarxa internet.

Reverse proxy (en anglès proxy invers), en ciència de la computació, és un tipus de servidor proxy (o intermediari) que es col·loca davant de servidors web. Contràriament al servidor proxy, que permet a múltiples clients accedir a la xarxa internet, el servidor reverse proxy permet a un client d'accedir a múltiples servidors. Resumint, servidor proxy (múltiples clients --> servidor web), servidor reverse proxy (client --> múltiples servidors).

## Aplicacions del reverse proxy
- Un servidor reverse proxy permet d'amagar l'existència i característiques de servidors interns.
- Funcionalitat de balanç de càrrega o repartiment de les peticions de múltiples clients envers diversos servidors.
- Funcions de seguretat: blocatge d'usuaris o peticions determinats, autenticació d'usuaris, control d'accés a determinades web, monitor d'usuaris i serveis.
- Optimització d'accés tot comprimint dades.
- Acceleració d'accés buscant el camí òptim.
- Traductor d'adreces IP (per exemple una mateixa adreça IP per a accedir a múltiples servidors).